# Saint-Paul-en-Chablais
Saint-Paul-en-Chablais ist eine französische Gemeinde im Département Haute-Savoie in der Region Auvergne-Rhône-Alpes.

## Geographie
Saint-Paul-en-Chablais liegt auf 820 m, zwölf Kilometer östlich der Stadt Thonon-les-Bains (Luftlinie), oberhalb von Évian-les-Bains. Das Dorf erstreckt sich im Chablais, an aussichtsreicher Lage auf dem Hochplateau des Pays de Gavot, rund 450 m über dem Seespiegel des Genfersees, in den Savoyer Voralpen.
Die Fläche des 14,45 km² großen Gemeindegebiets umfasst einen Abschnitt des Hochplateaus im zentralen Chablais. Die Hochfläche ist leicht gegen Norden geneigt, bevor sie unterhalb von Saint-Paul-en-Chablais in einen bewaldeten Steilhang übergeht. Sie wird durch verschiedene Bäche, darunter der Ruisseau de Montigny und der Ruisseau de Coppy, nach Norden zum Genfersee entwässert. Nach Süden erstreckt sich der Gemeindeboden über einen teils bewaldeten breiten Rücken mit dem Lac de la Beunaz und vier weiteren kleinen Waldseen bis an die Ugine, einen rechten Seitenbach der Dranse d’Abondance. Im Osten reicht das Gemeindeareal auf den Mont Bénand, auf dem mit 1265 m die höchste Erhebung von Saint-Paul-en-Chablais erreicht wird.

### Gemeindegliederung
Zu Saint-Paul-en-Chablais gehören neben dem eigentlichen Dorfzentrum verschiedene Weilersiedlungen, nämlich: 
- Chez Burquiers (805 m) auf dem Plateau des Pays de Gavot
- Chez les Laurents (830 m) auf dem Plateau des Pays de Gavot
- Poëse (810 m) westlich des Dorfes
- Lyonnet (880 m) auf dem Plateau des Pays de Gavot
- Chez Thiollay (885 m) auf dem Plateau südlich des Dorfes
- Saint-Joseph (891 m)
- Praubert (895 m)
- Roseires d’Aval (899 m) am Nordwestfuß des Mont Bénand
- Chez Bochet (880 m) im südlichen Teil des Pays de Gavot
- Les Faverges (900 m) an der Ugine
- La Beunaz (990 m) am Westfuß des Mont Bénand

Nachbargemeinden von Saint-Paul-en-Chablais sind Neuvecelle und Maxilly-sur-Léman im Norden, Lugrin und Bernex im Osten, Vinzier im Süden sowie Larringes im Westen.

## Geschichte
Die Ortschaft hieß bis um das Jahr 1000 Cyriel. Um diese Zeit gründeten Benediktinermönche hier ein Priorat, rodeten Teile des Pays de Gavot und machten das Land urbar. Das Dorf erhielt nun den Namen Saint-Paul. Eine erneute (vorübergehende) Namensänderung in Bellevue wurde vorgenommen, als Savoyen 1792 an Frankreich gelangte. Um die Ortschaft besser von anderen Gemeinden desselben Namens unterscheiden zu können, wurde 1935 der Zusatz en Chablais hinzugefügt.

## Sehenswürdigkeiten
Die Kirche geht im Kern auf einen Bau aus dem 11. und 12. Jahrhundert zurück, wurde später aber mehrfach verändert und enthält barocke Wandmalereien. In der Umgebung gibt es zahlreiche Kapellen.

## Bevölkerung
| Jahr                       | 1962 | 1968 | 1975 | 1982 | 1990 | 1999 | 2006 |
| Einwohner                  | 837  | 848  | 875  | 992  | 1400 | 1703 | 2027 |
| Quellen: Cassini und INSEE |      |      |      |      |      |      |      |

Mit 2598 Einwohnern (Stand 1. Januar 2022) gehört Saint-Paul-en-Chablais zu den mittelgroßen Gemeinden des Département Haute-Savoie. In den letzten Jahrzehnten wurde dank der schönen Wohnlage ein kontinuierliches starkes Wachstum der Einwohnerzahl verzeichnet. Außerhalb des eigentlichen Dorfkerns entstanden verschiedene Einfamilienhausquartiere.

## Wirtschaft und Infrastruktur
Saint-Paul-en-Chablais war bis weit ins 20. Jahrhundert hinein ein vorwiegend durch die Landwirtschaft geprägtes Dorf. Heute gibt es verschiedene Betriebe des lokalen Kleingewerbes. Zahlreiche Erwerbstätige sind Wegpendler, die in den größeren Ortschaften der Umgebung, vor allem in Évian-les-Bains und Thonon-les-Bains, ihrer Arbeit nachgehen.
Die Ortschaft liegt abseits der größeren Durchgangsstraßen an einer Verbindungsstraße von Évian-les-Bains in das Vallée d’Abondance. Weitere Straßenverbindungen bestehen mit Larringes und Bernex.